# Kabinet-Lloyd George I
Het kabinet-Lloyd George I was de uitvoerende macht van de Britse overheid van 7 december 1916 tot 14 december 1918.

## Samenstelling
| Ambtsbekleder                  | Ambtsbekleder      | Ambtsbekleder                                              | Functie                                  | Ambtstermijn     | Ambtstermijn     | Partij             |
| ------------------------------ | ------------------ | ---------------------------------------------------------- | ---------------------------------------- | ---------------- | ---------------- | ------------------ |
|                                | David Lloyd George | David Lloyd George (1863-1945)                             | Premier                                  | 7 december 1916  | 23 oktober 1922  | Liberal Party      |
|                                | Bonar Law          | Bonar Law (1858-1923)                                      | Minister van Financiën                   | 7 december 1916  | 10 januari 1919  | Conservative Party |
| Leader of the House of Commons | Bonar Law          | Bonar Law (1858-1923)                                      |                                          | 7 december 1916  | 10 januari 1919  | Conservative Party |
|                                | Arthur Balfour     | Arthur Balfour (1848-1930)                                 | Minister van Buitenlandse Zaken          | 7 december 1916  | 23 oktober 1919  | Conservative Party |
|                                | George Cave        | Burggraaf Cave George Cave (1874-1965)                     | Minister van Binnenlandse Zaken          | 7 december 1916  | 14 januari 1919  | Conservative Party |
|                                | George Curzon      | Markies van Curzon van Kedleston George Curzon (1859-1925) | Lord President of the Council            | 7 december 1916  | 23 oktober 1919  | Conservative Party |
| Leader of the House of Lords   | George Curzon      | Markies van Curzon van Kedleston George Curzon (1859-1925) |                                          | 7 december 1916  | 23 oktober 1919  | Conservative Party |
|                                | David Lindsay      | Graaf van Crawford David Lindsay (1871-1940)               | Lord Privy Seal                          | 7 december 1916  | 14 januari 1919  | Conservative Party |
|                                | Robert Finlay      | Burggraaf Finlay Robert Finlay (1874-1965)                 | Lord Chancellor                          | 7 december 1916  | 14 januari 1919  | Unionist Party     |
|                                | Edward Stanley     | Graaf van Derby Edward Stanley (1865-1948)                 | Minister voor Oorlog                     | 7 december 1916  | 18 april 1918    | Conservative Party |
|                                | Alfred Milner      | Burggraaf Milner Alfred Milner (1865-1948)                 | Minister voor Oorlog                     | 18 april 1918    | 14 januari 1919  | Conservative Party |
|                                | Edward Carson      | Sir Edward Carson (1854-1935)                              | Minister voor de Marine                  | 7 december 1916  | 17 juli 1917     | Conservative Party |
|                                | Eric Geddes        | Sir Eric Geddes (1875-1937)                                | Minister voor de Marine                  | 17 juli 1917     | 14 januari 1919  | Conservative Party |
|                                |                    | Sir Albert Stanley (1874-1948)                             | Voorzitter van de Handelsraad            | 7 december 1916  | 26 mei 1919      | Conservative Party |
|                                | David Thomas       | Burggraaf Rhondda David Thomas (1856-1918)                 | Voorzitter van de raad voor Lokale Zaken | 7 december 1916  | 1 juli 1917      | Liberal Party      |
|                                |                    | Baron Downham Hayes Fisher (1853-1920)                     | Voorzitter van de raad voor Lokale Zaken | 1 juli 1917      | 4 november 1918  | Conservative Party |
|                                | Auckland Geddes    | Sir Auckland Geddes (1879-1954)                            | Voorzitter van de raad voor Lokale Zaken | 4 november 1918  | 20 maart 1920    | Conservative Party |
|                                |                    | John Hodge (1855-1937)                                     | Minister van Arbeid                      | 7 december 1916  | 17 augustus 1917 | Labour Party       |
|                                | George Roberts     | George Roberts (1868-1928)                                 | Minister van Arbeid                      | 17 augustus 1917 | 14 januari 1919  | Labour Party       |
|                                |                    | George Barnes (1859-1940)                                  | Minister van Pensioenen                  | 7 december 1916  | 17 augustus 1917 | Labour Party       |
|                                |                    | John Hodge (1855-1937)                                     | Minister van Pensioenen                  | 17 augustus 1917 | 14 januari 1919  | Labour Party       |
|                                | Herbert Fisher     | Herbert Fisher (1865-1940)                                 | Minister van Onderwijs                   | 7 december 1916  | 23 oktober 1922  | Liberal Party      |
|                                | Alfred Mond        | Sir Alfred Mond (1868-1930)                                | Minister van Openbare Werken             | 7 december 1916  | 1 april 1921     | Liberal Party      |
|                                |                    | Rowland Prothero (1851-1937)                               | Minister van Landbouw en Visserij        | 7 december 1916  | 15 augustus 1919 | Conservative Party |
|                                |                    | Sir Frederick Cawley (1850-1937)                           | Kanselier van het Hertogdom Lancaster    | 7 december 1916  | 10 februari 1918 | Liberal Party      |
|                                | Max Aitken         | Baron Beaverbrook Max Aitken (1879-1964)                   | Kanselier van het Hertogdom Lancaster    | 10 februari 1918 | 4 november 1918  | Conservative Party |
|                                |                    | Baron Downham Hayes Fisher (1853-1920)                     | Kanselier van het Hertogdom Lancaster    | 4 november 1918  | 14 januari 1919  | Conservative Party |
|                                | Walter Long        | Walter Long (1854-1924)                                    | Minister voor Koloniale Zaken            | 7 december 1916  | 14 januari 1919  | Conservative Party |
|                                | Austen Chamberlain | Sir Austen Chamberlain (1863-1937)                         | Minister voor Brits-Indië                | 25 mei 1915      | 17 juli 1917     | Conservative Party |
|                                | Edwin Montagu      | Sir Edwin Montagu (1879-1924)                              | Minister voor Brits-Indië                | 17 juli 1917     | 20 maart 1922    | Liberal Party      |
|                                |                    | Robert Munro (1868-1955)                                   | Minister voor Schotland                  | 7 december 1916  | 23 oktober 1922  | Liberal Party      |
|                                | Henry Duke         | Sir Henry Duke (1855-1939)                                 | Minister voor Ierland                    | 30 juli 1916     | 5 mei 1918       | Conservative Party |
|                                |                    | Edward Shortt (1865-1935)                                  | Minister voor Ierland                    | 5 mei 1918       | 14 januari 1919  | Liberal Party      |

Russell I ·
Smith-Stanley I ·
Hamilton-Gordon ·
Temple I ·
Smith-Stanley II ·
Temple II ·
Russell II ·
Smith-Stanley III ·
Disraeli I ·
Gladstone I ·
Disraeli II ·
Gladstone II ·
Gascoyne-Cecil I ·
Gladstone III ·
Gascoyne-Cecil II ·
Gladstone IV ·
Primrose ·
Gascoyne-Cecil III ·
Gascoyne-Cecil IV ·
Balfour ·
Campbell-Bannerman ·
Asquith I ·
Asquith II ·
Asquith III ·
Asquith IV ·
Lloyd George I ·
Lloyd George II ·
Law ·
Baldwin I ·
MacDonald I ·
Baldwin II ·
MacDonald II ·
MacDonald III ·
MacDonald IV ·
Baldwin III ·
Chamberlain I ·
Chamberlain II ·
Churchill I ·
Churchill II ·
Attlee I ·
Attlee II ·
Churchill III ·
Eden ·
Macmillan I ·
Macmillan II ·
Douglas-Home ·
Wilson I ·
Wilson II ·
Heath ·
Wilson III ·
Callaghan ·
Thatcher I ·
Thatcher II ·
Thatcher III ·
Major I ·
Major II ·
Blair I ·
Blair II ·
Blair III ·
Brown ·
Cameron I ·
Cameron II ·
May I ·
May II ·
Johnson I ·
Johnson II ·
Truss ·
Sunak ·
Starmer